# Emili Massanas i Burcet
Emili Massanas i Burcet (Pont Major, Girona, 27 de setembre de 1940 – Girona, 25 d'agost de 1991) va ser un dissenyador, fotògraf afeccionat i col·leccionista d'imatges gironí.
Va fer una feina important de recerca i documentació de fotògrafs i fotografies, sobretot de les comarques gironines. Així havia d'arribar a reconstruir-ne el panorama històric de la fotografia des dels seus inicis més remots. Va realitzar més d'una dotzena d'exposicions, a més de mostres monogràfiques sobre autors, publicacions de llibres, articles, catàlegs, díptics i carpetes de postals. Va ser membre de l'Assemblea Democràtica d'Artistes de Girona. És considerat com un pioner de l'arxivisme d'imatges. Queda, a la memòria col·lectiva dels gironins, com el creador de la Cocollona, un cocodril amb ales de papallona que es passejava a l'Onyar a les nits lluna plena.
El 16 de març del 1993, el Ple de la Diputació de Girona va resoldre instituir l'arxiu d'imatges dedicat a la memòria d'Emili Massanas i Burcet. El fons conté uns vint mil imatges originals. Es tracta d'un arxiu d'imatges reconegut com de primer ordre.

## Obres
- Fótica Fargnoli. Girona en imatges, (amb Valentí Fargnoli Annetta), Arxiu Municipal/Ajuntament de Girona i Diputació, 1981, 212 pàgines, ISBN 9788450044874
- Ricard Mur: Fotògraf a Sant Feliu, Arxivat 2016-03-03 a Wayback Machine. Sant Feliu de Guíxols, Ajuntament de Sant Feliu de Guíxols, 1988, 92 pàgines, ISBN 84-505-7127-8 (versió telecarregable en línia)
- L'arxiu d'imatges. Propostes de classificació i conservació, amb Ramon Alberch i Pere Freixas, Barcelona, Generalitat de Catalunya, 1988
- Coautor d'Història de la Diputació de Girona (il·lustracions), 1989, 436 pàgines, ISBN 9788486812157
- Coautor amb Narcís-Jordi Aragó de La festa a les terres de Girona (il·lustracions), 1991, 549 pàgines, ISBN 9788486812225